# Hornheim (Kiel)

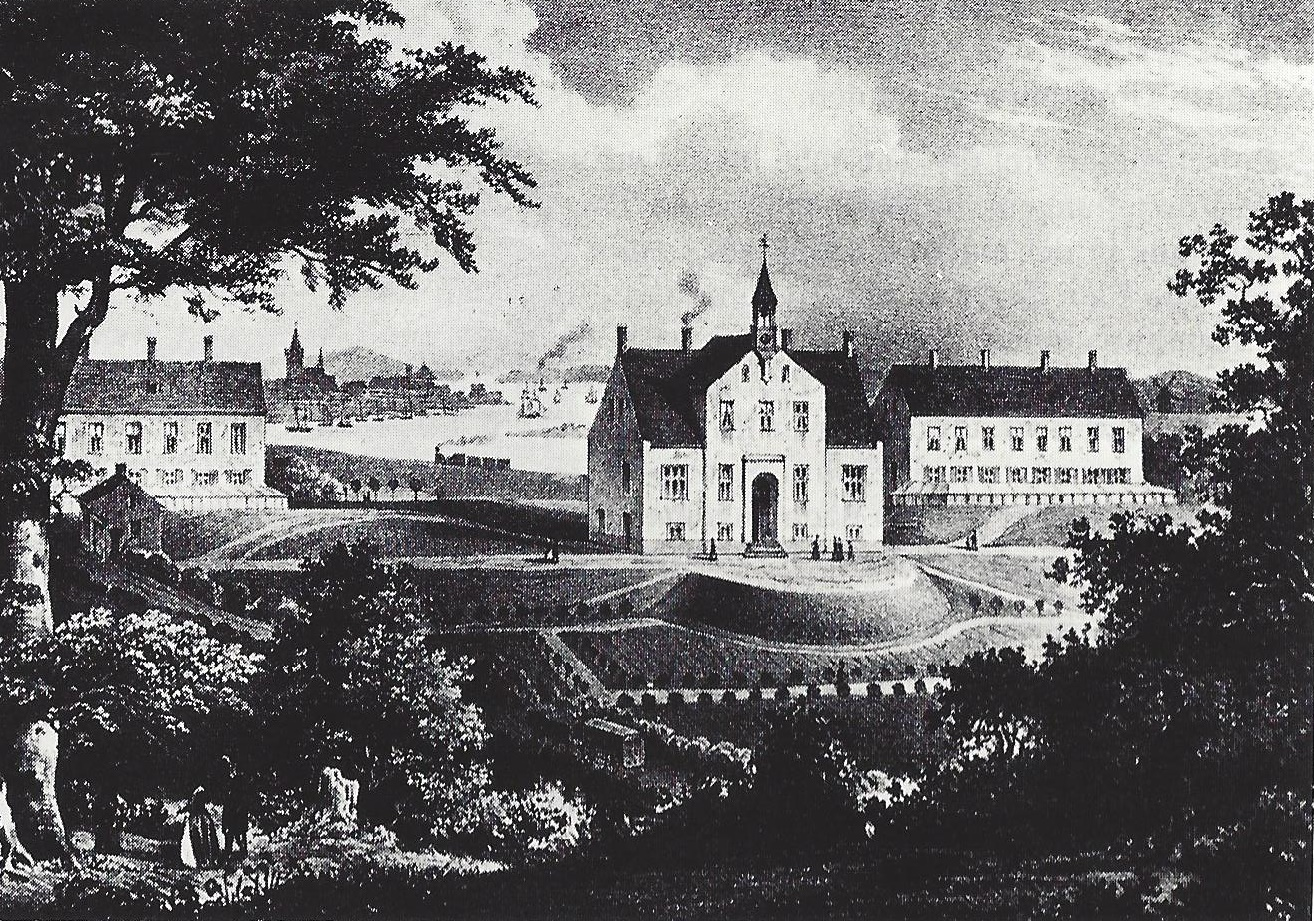
Das Hornheim, im Hintergrund die Kieler Förde und die Altonaer Bahn (Lithographie von W. Satessen)

Das Hornheim war Deutschlands dritte (oder vierte) psychiatrische Klinik. Als erste Privatklinik bestand sie von 1845 bis 1905 im heutigen Kieler Stadtteil Gaarden-Süd und Kronsburg. Nach ihr ist der Hornheimer Riegel benannt.

## Geschichte

### Gründung
Noch als Arzt in Schleswig erwarb Peter Willers Jessen die Bauernstelle des Gaardener Kötters Stämmler. Sie lag zwischen dem Moorseer Weg und dem Vieburger Weg. Dort wollte er die nach Schleswig zweite psychiatrische Klinik in den dänischen Herzogtümern Schleswig und Holstein bauen. Nach dem Vorbild der Illenau konzipierte er die Klinikgebäude und die Gartenanlage. Die Bauzeichnungen stammten von Alexis de Chateauneuf, der 1850 selbst monatelang Patient im Hornheim war.
Der Grundstein wurde am 13. Juli 1844 gelegt. Wie von der Regierung auf Schloss Gottorf am 21. Oktober 1845 genehmigt, benannte Jessen die Klinik in einem feinen Wortspiel nach seinen Berliner Lehrern Horn und Heim. Nach nur einjähriger Bauzeit wurde das Hornheim im Herbst  1845 eröffnet. Mit seiner bürgerlichen Einrichtung war es für gut situierte Patienten gedacht. Das war insofern eine Neuerung, als damals Krankenhaus mit Armenhaus und Asyl mit Toll- und Zuchthaus gleichgesetzt wurden. Wohlhabende Patienten  scheuten deshalb das Krankenhaus und ließen sich auch in kritischen Fällen zuhause behandeln.

„Hornheim soll ein Asyl werden im eigentlichen Sinne des Wortes, ein Zufluchtsort für Kranke und Leidende, welche einer kürzeren oder längeren Entfernung aus den gewöhnlichen Verhältnissen des Lebens bedürfen, um Genesung, Ruhe und Frieden zu finden. Alle daselbst aufgenommenen Kranken werden mit mir und den Meinigen eine große Familie ausmachen, und als Mitglieder derselben betrachtet und behandelt werden: Kranke zu heilen, Leidende zu trösten und aufzurichten, und ihnen in einer freundlichen Wohnstätte ein heiteres Leben zu bereiten, wird das Ziel unseres gemeinschaftlichen Bestrebens sein. In diesem höheren und christlichen Sinne, und mit dem festen Entschlusse, unser ganzes künftiges Leben Kranken und Leidenden zu widmen, werden wir am 1. Oktober 1845 das Asyl eröffnen.“

### Gebäude
In der Frontalperspektive lagen die Vorderfronten der drei Gebäude und der französische Garten nach Süden, wo die Anlage an das Vieburger Gehölz grenzte. Im Parterre des Hauptgebäudes wohnte Jessen mit seiner Familie. Dort kümmerte er sich auch um die Verwaltungs- und Archivarbeit. Am Hang lagen die Gärtnerwohnung, ein Stall, ein Schuppen und das Gewächshaus. Die Patienten waren in zwei baugleichen Nebengebäuden mit 23 Krankenzimmern untergebracht. Im Frauenhaus war die Waschküche, im Männerhaus die Werkstatt. Der frei zugängliche Vorplatz beider Häuser – die „Veranda“ – war von einem bewachsenen Gitter gesichert. Nachts wurden die Fensterläden verriegelt. Die nördlichen Zimmer mündeten in einen nach außen ständig abgeschlossenen Korridor. Im Obergeschoss befanden sich jeweils vier Zimmer für Kranke mit unbeschränktem Ausgang, zwei Zimmer für Wärter und Aufseher und ein Versammlungsraum.
An den Haupttrakt war nach Norden hin ein zweigeschossiger Flügel mit jeweils vier Patienten- und einem Wärterzimmer angebaut. Unten wohnten unruhige und unreine Patienten, oben solche, die zu entweichen drohten und mit Gitterfenstern gesichert werden mussten. Am Nordhang des Geländes, hinter dem Korridor, lag für Tobsüchtige die 5. Station. Die drei hohen Räume waren in einen Vorraum und eine Zelle unterteilt. In die trennende Scheerwand war eine Gittertür eingelassen, durch die sich die ganze Zelle einsehen ließ. Die Öfen im Vorraum wurden wie alle anderen vom Korridor aus beheizt. Wegen der steigenden Zahl von Voranmeldungen erwog Jessen 1853 eine Erweiterung durch Zwischenbauten, die das Haupthaus mit den Nebengebäuden verbinden sollten. Die Pläne wurden nicht verwirklicht.

### Personal
Neben Köchinnen, Wäscherinnen und Bedienerinnen waren Handwerker und Gärtner angestellt, die auch als „Beschäftigungstherapeuten“ eingesetzt waren. Ihnen vorgesetzt war ein Inspector. Ärzte waren nur Jessen und – von Anfang an – sein gleichnamiger Sohn. Oberwärter der „tüchtigen, handfesten Männer“ war 1849 Claus Friedrich Wriedet, der beim 1846 eröffneten Kieler Bahnhof am Ziegelteich eine kleine Landstelle betrieb.

### Patienten
Jessen wandte sich an „Gemüths- und Nervenkranke aus den gebildeten Ständen“ und an internationales Publikum. Schon bei der Eröffnung der Klinik gab er den Tagespflegesatz in verschiedenen Währungen bekannt. Das Haus musste ohne staatliche Subventionen auskommen und die Patienten sollten von ihren (berechtigten) Vorurteilen über Zucht- und Tollhäuser abgebracht werden. Drei Monate im Voraus zahlten sie monatlich 75 Courant für Unterbringung, Pflege und Beköstigung. Mit regelmäßig 50 bis 60 Patienten war die Klinik immer ausgelastet. Zwei Drittel waren Männer, ein Drittel Frauen. Das Durchschnittsalter lag bei 37 Jahren. Da manche Personen länger als ein Jahrzehnt (in einem Fall 17 Jahre) in der Klinik lebten, war die durchschnittliche Verweildauer bei den Männern 6 und bei den Frauen 5 Jahre.
Jessen fasste den Krankheitsbegriff wesentlich weiter als seine Kollegen und behandelte offenbar das ganze Spektrum der psychiatrischen Krankheiten; es wurden aber auch „nicht Geisteskranke“ aufgenommen. Zu den tragischen Patienten gehörte Friedrich Wilhelm Felix von Bärensprung. Jessen aß, spielte, tanzte, kegelte und las mit seinen Patienten, erkannte aber die Grenzen:

„Die Theilnahme vieler kranker, namentlich Unheilbarer, am Familienleben, Umgange u.s.w. ist ohnehin illusorisch; die meisten sind zu verkehrt oder zu sehr von krankhaften Ideen oder Gefühlen geplagt, um für feinere Empfindungen noch zugänglich zu sein.“

### Verhältnis zu Kiel
So idyllisch wie abgeschieden, fand das Hornheim zu keiner lebendigen Verbindung mit Kiel. Die Angst der Kieler vor Geisteskranken und dem „Tollhaus“ kam zwar Jessens Wunsch nach Diskretion entgegen, schürte aber Vorurteile und behördliches Misstrauen. In einem Brief an das Königliche Kieler Amtshaus bezeichnete die Kieler Hausvogtei das Hornheim als Staat im Staate (1853); aber noch zehn Jahre später waren keine Regularien staatlicher Beaufsichtigung ausgearbeitet. Üble Nachrede von zwei entwichenen Patienten führte zu „ungeheurer Publizität“. Sie blieben für Jessen ohne juristische Folgen, beschleunigten aber die Gesetzgebung zur Einweisung, Unterbringung und Kontrolle seelisch Kranker.

### Ende der Anlage
Als Jessen 1875 gestorben war, führte sein Sohn die Klinik mit mäßigem Erfolg weiter. In allen deutschen Ländern entstanden zahlreiche psychiatrische Privatkliniken. Das Hornheim verlor an Bedeutung. Als Jessen d. J. 75 Jahre alt wurde und das Hornheim 1898 ohne Erben aufgab, entstand bereits die Nervenklinik der Christian-Albrechts-Universität zu Kiel. Die Zeit des Hornheims war zu Ende. Jessen wohnte weiter im Haupthaus. Der Park wurde abgeholzt, die Krankengebäude lagen brach, das Gelände wurde als Sand- und Kiesgrube genutzt.
1905 kaufte ein Kieler Konsortium das Gelände. Die Krankengebäude wurden 1906 abgerissen. Der größte Teil der Landfläche wurde aufgesiedelt und bebaut. Den Rest mit dem Hauptgebäude kaufte die Familie des zugewanderten  Italieners Grisante Panizzi. Der Sohn Peter Panizzi errichtete dort eine von Deutschlands bedeutendsten Seidenspinnerzuchten. Nach dem Anschluss Österreichs wurde er nach Wien geschickt, um dort die Raupenzucht im großen Stil zu betreiben – zur Gewinnung von Fallschirmseide. Der andere Sohn – ebenfalls Grisante mit Vornamen – richtete noch vor dem Zweiten Weltkrieg vom Hornheim aus ein Fuhrunternehmen ein. Später an die Stadt Kiel verkauft, bildete es den Grundstock der Kieler Verkehrsgesellschaft.
Kurz vor dem 100. Jahrestag seiner Einweihung wurde das Hornheim bei den Luftangriffen auf Kiel von einer Brandbombe getroffen. Die Brandruine blieb bis 1961 stehen und wurde an eine Kieler Baugesellschaft verkauft. Sie wurde abgerissen und der Grund mit Einfamilienhäusern bebaut.

### Spuren
An das Hornheim und seine große Bedeutung in der deutschen Psychiatriegeschichte erinnert nur noch der Hornheimer Weg in Kiel. Auf den Straßenschildern ist keine Erklärung des Namens.
Ohne den heutigen Straßennamen ist der Hornheimer Weg auf der Topographisch Militärischen Charte des Herzogtums Holstein (1789–1796) Nr. 21 von Gustav Adolf von Varendorff eingezeichnet. Erstmals erscheint der Name 1852 im Adreßbuch Kiel 1852 (S. 1) als „Heilanstalt Hornheim“. 1905 und 1920 wird der Hornheimer Weg im Protokolltext erwähnt. Nach dem Adreßbuch 1938 führte er vom Barkauer Weg (1789, 1880) nach dem früheren Hof Hornheim. Seit 1971 beginnt er an der Straße Lübscher Baum am Barkauer Kreisel.